# جوانا لوهمن
جوانا لوهمن (انگلیسی: Joanna Lohman؛ زادهٔ ۲۶ ژوئن ۱۹۸۲) بازیکن فوتبال اهل ایالات متحده آمریکا است.
از باشگاه‌هایی که در آن بازی کرده‌است می‌توان به باشگاه فوتبال آپولون لیماسول، بوستون بریکرز، باشگاه فوتبال اسپانیول، باشگاه فوتبال فیلادلفیا ایندپندنس، واشینگتن اسپیریت، مجیک‌جک، و واشینگتن فریدام اشاره کرد.
وی همچنین در تیم‌های ملی فوتبال زیر ۲۳ سال زنان ایالات متحده آمریکا و زنان ایالات متحده آمریکا بازی کرده‌است.